# Märkberget
Märkberget är ett naturreservat i Arjeplogs kommun i Norrbottens län.
Området är naturskyddat sedan 1983 och är 2,9 kvadratkilometer stort. Reservatet omfattar Märkberget med Laisälven med Märkforsen i väster och söder och tjärnar och rikkärr i öster. Reservatets skog består av tall med inslag av fjällbjörk.